# Дьюри, Джо
Джоанна Мэри (Джо) Дьюри (англ. Joanna Mary "Joe" Durie; родилась 27 июля 1960 года в Бристоле, Великобритания) — британская теннисистка, тренер и телекомменатор. Бывшая пятая ракетка мира в одиночном разряде; победительница двух турниров Большого шлема в миксте (Уимблдон-1987, Australian Open-1991); финалистка Итогового чемпионата WTA (1984) в парном разряде; победительница семи турниров WTA (два — в одиночном разряде); финалистка Кубка Федерации (1981) в составе сборной Великобритании; полуфиналистка одного юниорского турнира Большого шлема в одиночном разряде (Уимблдон-1978).

## Спортивная карьера
Хотя Джо Дьюри начала выступать в профессиональных турнирах уже в 16 лет, она не добивалась значительных успехов до начала 1980-х годов. В июне 1980 года в лондонском предместье Бекнемме она вышла в свой первый в карьере финал профессионального турнира. Перенеся в декабре 1980 года операцию позвоночника, она выбыла из строя на восемь месяцев, а вернувшись на корт, дошла до четвёртого круга на Уимблдонском турнире и на Открытом чемпионате США. В конце года она была приглашена в сборную Великобритании на матчи Кубка Уайтмен и Кубка Федерации. Она принесла команде два очка, в одиночной и парной играх, в матче с бельгийками и дошла с ней до финала Мировой группы, где британки всухую уступили команде США. В 1982 году в Бирмингеме Дьюри завоевала свой первый титул в профессиональных турнирах, победив впаре с Энн Хоббс. Ещё четыре раза за год она дошла до полуфинала парных турниров, а в одиночном разряде вышла в финал в Гринвилле (Южная Каролина) и в полуфинал в Истборне.
1983 год стал для британской теннисистки звёздным. Она выиграла за сезон два турнира в одиночном разряде и три в парном (с тремя разными партнёршами). В турнирах Большого шлема она преподнесла несколько сюрпризов, дойдя до полуфинала Открытого чемпионата Франции после побед над соперницами из первой десятки мирового рейтинга Пэм Шрайвер и Трэйси Остин, а затем до полуфинала Открытого чемпионата США, где проиграла Крис Эверт. На Открытом чемпионате Австралии она, уже будучи посеяна восьмой, проиграла в четвертьфинале первой ракетке мира Мартине Навратиловой. В парном разряде она также дважды дошла до полуфинала на турнирах Большого шлема — во Франции и на Уимблдоне, оба раза с Энн Хоббс. После Уимблдона её основной партнёршей стала американка Энн Кийомура, и именно с ней в начале следующего сезона Дьюри приняла участие в Чемпионате Virginia Slims — итоговом турнире года, в который допускались только лучшие игроки и пары. Если в одиночном разряде Дьюри выбыла из этого соревнования сразу, проиграв в первом круге Гелене Суковой, то с Кийомурой они переиграли последовательно четвёртую и вторую посеянные пары и были лишь в финале остановлены сильнейшей парой мира — Навратиловой и Шрайвер, находившимися на пути к завоеванию Большого шлема в парном разряде.
Сезон 1984 года и дальше складывался для Дьюри и Кий омуры довольно удачно: хотя они не завоевали в нём ни одного титула, они ещё трижды выходили в финалы, а на Уимблдоне дошли до полуфинала во второй раз подряд в карьере Дьюри. В общей сложности пять раз за сезон они проиграли Навратиловой и Шрайвер, останавливавших их и на Уимблдоне, и на подступах к менее звучным титулам. В 1985 году они второй раз подряд приняли участие в чемпионате Virginia Slims, но на этот раз их обыграли уже в первом круге посеянные третьими Барбара Поттер и Шэрон Уолш. В одиночном разряде сезон 1984 года прошёл для Дьюри, начавшей его на пятом месте в рейтинге, менее удачно, хотя и включал выход в четвертьфинал на Уимблдоне, где она, посеянная десятой, проиграла третьей ракетке турнира Гане Мандликовой.
Из более успехов Дьюри в 1985 году выделяются выход в четвертьфинал Уимблдонского турнира в паре с Крит Эверт и в полуфинал Открытого чемпионата Австралии в паре с Энн Хоббс. Оба раза её продвижение останавливали, как и в прошлом году, Навратилова и Шрайвер. В одиночном разряде она дошла до четвёртого круга на Уимблдоне, а в Брайтоне на пути в полуфинал обыграла находящуюся в начале звёздной карьеры Штеффи Граф (через год в полуфинале турнира в Нью-Джерси верх возьмёт уже немка).
Дальнейшие успехи Дьюри связаны в основном с выступлениями в парах. В 1987 и 1991 годах она дважды выиграла турниры Большого шлема — сначала Уимблдон, а затем Открытый чемпионат Австралии — в смешанном парном разряде с соотечественником Джереми Бейтсом. На Уимблдоне они стали первой местной смешанной парой за 41 год, завоевавшей этот титул, а в Австралии — первыми британцами, победившими в миксте за всю историю турнира. В женских парах она достигла финала на нескольких турнирах в конце 80-х и начале 90-х годов, включая три турнира II категории WTA. На первом из этих турниров, в 1989 году в Бока-Ратоне (Флорида), они с американкой Мэри-Джо Фернандес победили три посеянных пары, включая посеянных первыми Джиджи Фернандес и Лори Макнил. Также Дьюри и нидерландской теннисистке Манон Боллеграф удалось победить первую пару турнира в Лейпциге в 1990 году (Аранча Санчес-Мерседес Пас). В 1990 году Дьюри завоевала два последних титула в карьере в женском одиночном и женском парном разрядах, а в 1991 году дошла до последнего в карьере четвертьфинала турнира Большого шлема, победив на Открытом чемпионате США в паре с индонезийкой Яюк Басуки посеянных седьмыми Натали Тозья и Юдит Визнер.
Джо Дьюри продолжала выступать до 1995 года, в последние годы испытывая проблемы с коленями, и провела свои последние матчи на Уимблдонском турнире. За время выступлений она провела за сборную Великобритании в Кубке Федерации 56 игр и одержала в них 34 победы. Она также три раза выигрывала национальное первенство Великобритании в одиночном и восемь раз — в парном разряде.
После окончания активной игровой карьеры Дьюри работала как тренер. Среди её подопечных были две ведущих теннисистки Великобритании следующего поколения — Елена Балтача и Энн Кеотавонг. Она также сотрудничала с компаниями BBC и Eurosport как комментатор.

## Рейтинг на конец года
| Год  | Одиночный рейтинг | Парный рейтинг |
| 1995 | 282               | 186            |
| 1994 | 343               | 215            |
| 1993 | 191               | 51             |
| 1992 | 59                | 84             |
| 1991 | 60                | 70             |
| 1990 | 65                | 39             |
| 1989 | 117               | 36             |
| 1988 | 60                | 43             |
| 1987 | 73                | 43             |
| 1986 | 24                | 42             |
| 1985 | 26                |                |
| 1984 | 24                |                |
| 1983 | 13                |                |

## Выступления на турнирах

### Финалы турнировWTAв одиночном разряде (6)

#### Победы (2)
| Легенда                |
| ---------------------- |
| Большой шлем (0+0+2)   |
| Итоговый чемпионат (0) |
| I категория (0)        |
| II категория (0)       |
| III категория (0)      |
| IV категория (0+1)     |
| V категория (0)        |
| VS (2+5)               |

| Титулы по покрытиям | Титулы по месту проведения матчей турнира |
| ------------------- | ----------------------------------------- |
| Хард (1+2+1)        | Зал (0+1)                                 |
| Грунт (0+1)         | Зал (0+1)                                 |
| Трава (1+1+1)       | Открытый воздух (2+4+2)                   |
| Ковёр (0+1)         | Открытый воздух (2+4+2)                   |

| №  | Дата            | Турнир            | Покрытие | Соперница в финале | Счёт        |
| 1. | 22 августа 1983 | Мауа, США         | Хард     | Гана Мандликова    | 2-6 7-5 6-4 |
| 2. | 21 ноября 1983  | Сидней, Австралия | Трава    | Кэти Джордан       | 6-3 7-5     |

#### Поражения (4)
| №  | Дата            | Турнир                  | Покрытие | Соперница в финале    | Счёт           |
| 1. | 9 июня 1980     | Бекнем, Великобритания  | Трава    | Андреа Джегер         | 0-6 1-6        |
| 2. | 22 февраля 1982 | Гринвилл, США           | Хард(i)  | Клаудия Монтейро      | 4-6 6-3 4-6    |
| 3. | 17 октября 1983 | Брайтон, Великобритания | Ковёр(i) | Крис Эверт            | 1-6 1-6        |
| 4. | 16 июля 1990    | Ньюпорт, США            | Трава    | Аранча Санчес-Викарио | 6-7(2) 6-4 5-7 |

### Финалы Итогового чемпионатаWTAв парном разряде (1)

#### Поражения (1)
| №  | Год  | Место         | Покрытие | Партнёрша   | Соперницы в финале              | Счёт    |
| 1. | 1984 | Нью-Йорк, США | Ковёр(i) | Энн Киёмура | Мартина Навратилова Пэм Шрайвер | 3-6 1-6 |

### Финалы турнировWTAв парном разряде (14)

#### Победы (5)
| №  | Дата            | Турнир                    | Покрытие | Партнёрша         | Соперницы в финале              | Счёт        |
| 1. | 31 мая 1982     | Бирмингем, Великобритания | Трава    | Энн Хоббс         | Розмари Касальс Венди Тёрнбулл  | 6-3 6-2     |
| 2. | 14 марта 1983   | Бостон, США               | Ковёр(i) | Энн Киёмура       | Кэти Джордан Энн Смит           | 6-3 6-1     |
| 3. | 16 мая 1983     | Западный Берлин           | Грунт    | Энн Хоббс         | Клаудия Коде-Кильш Ева Пфафф    | 6-4 7-6     |
| 4. | 22 августа 1983 | Мауа, США                 | Хард     | Шэрон Уолш        | Кэнди Рейнольдс Розалин Фэрбенк | 4-6 7-5 6-3 |
| 5. | 16 апреля 1990  | Сингапур                  | Хард     | Джилл Хетерингтон | Паскаль Паради Катрин Сюир      | 6-4 6-1     |

#### Поражения (9)
| №  | Дата             | Турнир                  | Покрытие | Партнёрша          | Соперницы в финале               | Счёт           |
| 1. | 20 февраля 1984  | Ливингстон, США         | Ковёр(i) | Энн Киёмура        | Мартина Навратилова Пэм Шрайвер  | 4-6 3-6        |
| 2. | 27 февраля 1984  | Итоговый чемпионат      | Ковёр(i) | Энн Киёмура        | Мартина Навратилова Пэм Шрайвер  | 3-6 1-6        |
| 3. | 18 июня 1984     | Истборн, Великобритания | Трава    | Энн Киёмура        | Мартина Навратилова Пэм Шрайвер  | 4-6 2-6        |
| 4. | 13 августа 1984  | Мауа, США               | Хард     | Энн Киёмура        | Мартина Навратилова Пэм Шрайвер  | 6-7(3) 6-3 2-6 |
| 5. | 13 марта 1989    | Бока-Ратон, США         | Хард     | Мэри-Джо Фернандес | Яна Новотна Хелена Сукова        | 4-6 2-6        |
| 6. | 24 сентября 1990 | Лейпциг, Германия       | Ковёр(i) | Манон Боллеграф    | Лиз Грегори Гретхен Мейджерс     | 2-6 6-4 3-6    |
| 7. | 22 октября 1990  | Брайтон, Великобритания | Ковёр(i) | Наталья Зверева    | Хелена Сукова Натали Тозья       | 1-6 4-6        |
| 8. | 23 сентября 1991 | Санкт-Петербург, СССР   | Ковёр(i) | Изабель Демонжо    | Елена Брюховец Наталья Медведева | 5-7 3-6        |
| 9. | 15 февраля 1993  | Париж, Франция          | Ковёр(i) | Катрин Сюир        | Яна Новотна Андреа Стрнадова     | 6-7(2) 2-6     |

### Финалы турниров Большого шлема в смешанном парном разряде (2)

#### Победы (2)
| №  | Год  | Турнир          | Покрытие | Партнёр       | Соперники в финале          | Счёт        |
| 1. | 1987 | Уимблдон        | Трава    | Джереми Бейтс | Николь Провис Даррен Кэхилл | 7-6(10) 6-3 |
| 2. | 1991 | Australian Open | Хард     | Джереми Бейтс | Робин Уайт Скотт Дэвис      | 2-6 6-4 6-4 |

### Финалы командных турниров (1)

#### Поражения (1)
| №  | Год  | Турнир          | Команда                                    | Соперник в финале                          | Счёт |
| 1. | 1981 | Кубок Федерации | Великобритания В.Уэйд, С.Баркер, Дж. Дьюри | США А.Джегер, К.Эверт, Р.Казалс, К.Джордан | 0-3  |

## История выступлений на турнирах
| Турнир                 | 1977  | 1977  | 1978  | 1979  | 1980  | 1981  | 1982  | 1983  | 1984  | 1985  | 1986  | 1986  | 1987  | 1988  | 1989  | 1990  | 1991  | 1992  | 1993  | 1994  | 1995  | Итог   | В/П за карьеру |
| ---------------------- | ----- | ----- | ----- | ----- | ----- | ----- | ----- | ----- | ----- | ----- | ----- | ----- | ----- | ----- | ----- | ----- | ----- | ----- | ----- | ----- | ----- | ------ | -------------- |
| Турниры Большого Шлема |       |       |       |       |       |       |       |       |       |       |       |       |       |       |       |       |       |       |       |       |       |        |                |
| Australian Open        | -     | -     | -     | -     | -     | 3Р    | 3Р    | 1/4   | 2Р    | 3Р    | НП    | НП    | 4Р    | 2Р    | 3Р    | 2Р    | 2Р    | 2Р    | -     | -     | -     | 0 / 11 | 18-11          |
| Roland Garros          | -     | -     | -     | -     | 1Р    | 1Р    | 2Р    | 1/2   | 2Р    | 1Р    | 1Р    | 1Р    | 1Р    | 2Р    | 1Р    | -     | 1Р    | 3Р    | -     | -     | -     | 0 / 12 | 10-12          |
| Уимблдон               | 1Р    | 1Р    | 1Р    | 2Р    | 1Р    | 4Р    | 1Р    | 3Р    | 1/4   | 4Р    | 3Р    | 3Р    | 3Р    | 2Р    | -     | 1Р    | 2Р    | 1Р    | 1Р    | 1Р    | 2Р    | 0 / 18 | 18-18          |
| US Open                | -     | -     | -     | К     | -     | 4Р    | 3Р    | 1/2   | 1Р    | 1Р    | 3Р    | 3Р    | 2Р    | 1Р    | 1Р    | 1Р    | 4Р    | 1Р    | 1Р    | -     | -     | 0 / 14 | 16-14          |
| Итог                   | 0 / 1 | 0 / 1 | 0 / 1 | 0 / 2 | 0 / 2 | 0 / 4 | 0 / 4 | 0 / 4 | 0 / 4 | 0 / 4 | 0 / 3 | 0 / 3 | 0 / 4 | 0 / 4 | 0 / 3 | 0 / 3 | 0 / 4 | 0 / 4 | 0 / 2 | 0 / 1 | 0 / 1 | 0 / 55 |                |
| В/П в сезоне           | 0-1   | 0-1   | 0-1   | 0-2   | 0-2   | 7-4   | 5-4   | 15-4  | 6-4   | 5-4   | 4-3   | 4-3   | 5-4   | 3-4   | 2-3   | 1-3   | 5-4   | 3-4   | 0-2   | 0-1   | 1-1   |        | 62-55          |
| Итоговый чемпионат WTA |       |       |       |       |       |       |       |       |       |       |       |       |       |       |       |       |       |       |       |       |       |        |                |
| Итоговый чемпионат WTA | -     | -     | -     | -     | -     | -     | -     | -     | 1Р    | -     | -     | -     | -     | -     | -     | -     | -     | -     | -     | -     | -     | 0 / 1  | 0-1            |

К — проигрыш в отборочном турнире. НП — турнир в этот год не проходил.
| Турнир                 | 1977  | 1977  | 1979  | 1980  | 1981  | 1982  | 1983  | 1984  | 1985  | 1986  | 1986  | 1987  | 1988  | 1989  | 1990  | 1991  | 1992  | 1993  | 1994  | 1995  | Итог   | В/П за карьеру |
| ---------------------- | ----- | ----- | ----- | ----- | ----- | ----- | ----- | ----- | ----- | ----- | ----- | ----- | ----- | ----- | ----- | ----- | ----- | ----- | ----- | ----- | ------ | -------------- |
| Турниры Большого Шлема |       |       |       |       |       |       |       |       |       |       |       |       |       |       |       |       |       |       |       |       |        |                |
| Australian Open        | -     | -     | -     | -     | 2Р    | 2Р    | 1/4   | 2Р    | 1/2   | НП    | НП    | 1/4   | 1Р    | 1/4   | 1Р    | 1Р    | 2Р    | -     | -     | -     | 0 / 11 | 14-11          |
| Roland Garros          | -     | -     | -     | 1Р    | 3Р    | 3Р    | 1/2   | 3Р    | -     | 2Р    | 2Р    | -     | -     | 2Р    | -     | -     | -     | -     | -     | -     | 0 / 7  | 11-7           |
| Уимблдон               | 1Р    | 1Р    | 3Р    | 1Р    | 1Р    | 2Р    | 1/2   | 1/2   | 1/4   | 1Р    | 1Р    | 1Р    | 3Р    | -     | 2Р    | 1Р    | 2Р    | 2Р    | 1Р    | 2Р    | 0 / 17 | 19-17          |
| US Open                | -     | -     | 2Р    | -     | 3Р    | 2Р    | 2Р    | 3Р    | 2Р    | 1Р    | 1Р    | 1/4   | 2Р    | 2Р    | 1Р    | 1/4   | 2Р    | 2Р    | -     | -     | 0 / 14 | 17-14          |
| Итог                   | 0 / 1 | 0 / 1 | 0 / 2 | 0 / 2 | 0 / 4 | 0 / 4 | 0 / 4 | 0 / 4 | 0 / 3 | 0 / 3 | 0 / 3 | 0 / 3 | 0 / 3 | 0 / 3 | 0 / 3 | 0 / 3 | 0 / 3 | 0 / 2 | 0 / 1 | 0 / 1 | 0 / 49 |                |
| В/П в сезоне           | 0-1   | 0-1   | 2-2   | 0-2   | 4-3   | 4-4   | 10-4  | 9-4   | 7-3   | 1-3   | 1-3   | 5-3   | 3-3   | 5-3   | 1-3   | 3-3   | 3-3   | 2-2   | 0-1   | 1-1   |        | 61-49          |
| Итоговый чемпионат WTA |       |       |       |       |       |       |       |       |       |       |       |       |       |       |       |       |       |       |       |       |        |                |
| Итоговый чемпионат WTA | -     | -     | -     | -     | -     | -     | -     | Ф     | 1Р    | -     | -     | -     | -     | -     | -     | -     | -     | -     | -     | -     | 0 / 2  | 2-2            |

НП — турнир в этот год не проходил.
| Турнир                 | 1978  | 1980  | 1981  | 1982  | 1983  | 1985  | 1986  | 1987  | 1988  | 1989  | 1990  | 1991  | 1992  | 1993  | 1994  | 1995  | Итог   | В/П за карьеру |
| ---------------------- | ----- | ----- | ----- | ----- | ----- | ----- | ----- | ----- | ----- | ----- | ----- | ----- | ----- | ----- | ----- | ----- | ------ | -------------- |
| Турниры Большого шлема |       |       |       |       |       |       |       |       |       |       |       |       |       |       |       |       |        |                |
| Australian Open        | -     | -     | -     | -     | -     | -     | НП    | -     | -     | -     | 1/2   | П     | 1/4   | -     | -     | -     | 1 / 3  | 10-2           |
| Уимблдон               | 1Р    | 2Р    | 3Р    | 2Р    | 3Р    | 1/4   | 1/4   | П     | 2Р    | -     | 1/4   | 3Р    | 3Р    | 1/4   | 2Р    | 2Р    | 1 / 15 | 28-13          |
| US Open                | -     | -     | -     | -     | -     | -     | -     | -     | -     | 1Р    | -     | 1/2   | 1Р    | -     | -     | -     | 0 / 3  | 3-3            |
| Итог                   | 0 / 1 | 0 / 1 | 0 / 1 | 0 / 1 | 0 / 1 | 0 / 1 | 0 / 1 | 1 / 1 | 0 / 1 | 0 / 1 | 0 / 2 | 1 / 3 | 0 / 3 | 0 / 1 | 0 / 1 | 0 / 1 | 2 / 21 |                |
| В/П в сезоне           | 0-1   | 0-1   | 2-1   | 0-0   | 1-1   | 3-1   | 3-1   | 6-0   | 1-1   | 0-1   | 6-2   | 10-2  | 4-3   | 3-1   | 1-1   | 1-1   |        | 41-18          |

НП — турнир в этот год не проходил.